# Grande Prêmio dos Países Baixos de 1965
Resultados do Grande Prêmio dos Países Baixos de Fórmula 1 realizado em Zandvoort à 18 de julho de 1965. Sexta etapa da temporada, foi vencida pelo britânico Jim Clark.

## Classificação da prova
| Pos. | Nº | Piloto          | Construtor     | Voltas | Tempo/Diferença   | Grid | Pontos |
| ---- | -- | --------------- | -------------- | ------ | ----------------- | ---- | ------ |
| 1    | 6  | Jim Clark       | Lotus-Climax   | 80     | 2:03:59.1         | 2    | 9      |
| 2    | 12 | Jackie Stewart  | BRM            | 80     | + 8.0             | 6    | 6      |
| 3    | 16 | Dan Gurney      | Brabham-Climax | 80     | + 13.0            | 5    | 4      |
| 4    | 10 | Graham Hill     | BRM            | 80     | + 45.1            | 1    | 3      |
| 5    | 14 | Denny Hulme     | Brabham-Climax | 79     | + 1 volta         | 7    | 2      |
| 6    | 22 | Richie Ginther  | Honda          | 79     | + 1 volta         | 3    | 1      |
| 7    | 2  | John Surtees    | Ferrari        | 79     | + 1 volta         | 4    |        |
| 8    | 8  | Mike Spence     | Lotus-Climax   | 79     | + 1 volta         | 8    |        |
| 9    | 4  | Lorenzo Bandini | Ferrari        | 79     | + 1 volta         | 12   |        |
| 10   | 38 | Innes Ireland   | Lotus-BRM      | 78     | + 2 voltas        | 13   |        |
| 11   | 30 | Frank Gardner   | Brabham-BRM    | 77     | + 3 voltas        | 11   |        |
| 12   | 34 | Richard Attwood | Lotus-BRM      | 77     | + 3 voltas        | 17   |        |
| 13   | 28 | Jo Siffert      | Brabham-BRM    | 55     | + 25 voltas       | 10   |        |
| Ret  | 20 | Jochen Rindt    | Cooper-Climax  | 48     | Pressão do óleo   | 14   |        |
| Ret  | 18 | Bruce McLaren   | Cooper-Climax  | 36     | Diferencial       | 9    |        |
| Ret  | 26 | Jo Bonnier      | Brabham-Climax | 16     | Vazamento de óleo | 15   |        |
| Ret  | 36 | Bob Anderson    | Brabham-Climax | 11     | Motor             | 16   |        |

## Tabela do campeonato após a corrida
|  | Pos. | Piloto         | Pontos |
|  | ---- | -------------- | ------ |
|  | 1    | Jim Clark      | 45     |
|  | 2    | Graham Hill    | 26     |
|  | 3    | Jackie Stewart | 25     |
|  | 4    | John Surtees   | 17     |
|  | 5    | Bruce McLaren  | 8      |

|   | Pos. | Construtor     | Pontos |
| - | ---- | -------------- | ------ |
|   | 1    | Lotus-Climax   | 45     |
|   | 2    | BRM            | 37     |
|   | 3    | Ferrari        | 20     |
| 1 | 4    | Brabham-Climax | 11     |
| 1 | 5    | Cooper-Climax  | 8      |

- Nota: Somente as primeiras cinco posições estão listadas. Apenas os seis melhores resultados de cada piloto ou equipe eram computados visando o título. Neste ponto esclarecemos: na tabela dos construtores figurava somente o melhor colocado dentre os carros de um time.